# 야마네촌 (사이타마현)
야마네촌(山根村)은 사이타마현 이루마군에 존재했던 촌이다. 현재의 모로야마정, 히다카시에 해당한다.

## 역사
- 1889년 4월 1일 - 정촌제 시행에 의해 이루마군 다키노이리촌이 성립하였다.
- 1891년 8월 20일 - 다키노이리촌이 야마네촌으로 개칭되었다
- 1939년 4월 1일 - 고마가와촌의 일부가 모로촌에 편입되어, 동일 야마네촌은 폐지되었다. 당일 정으로 승격・개칭해 모로야마정이 되었다.

## 참고문헌
- 角川日本地名大辞典 11 埼玉県